# Kirchhuchtinger Landstraße

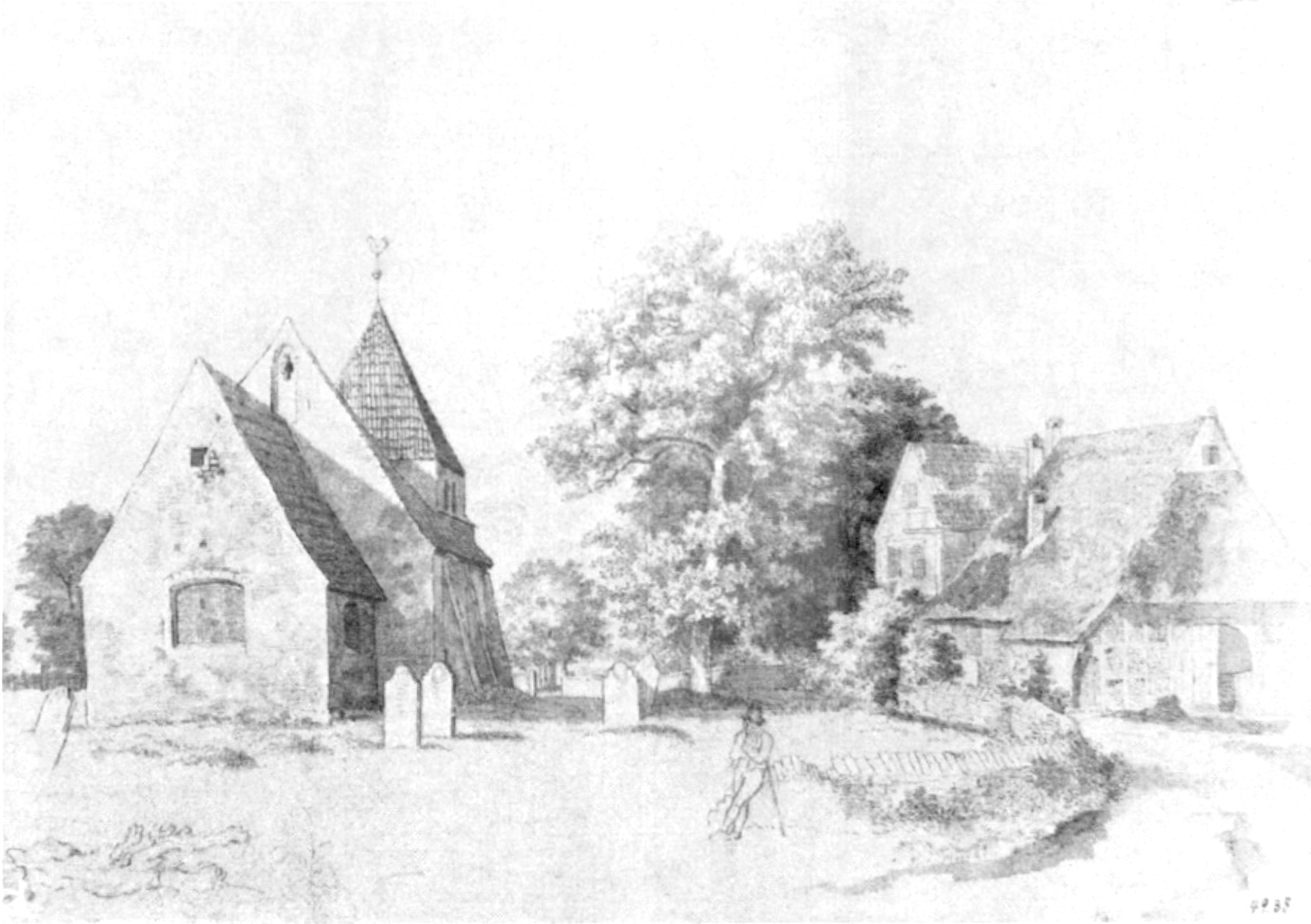
Alte, baufällige St.-Georgs-Kirche, gezeichnet von J. H. Menken

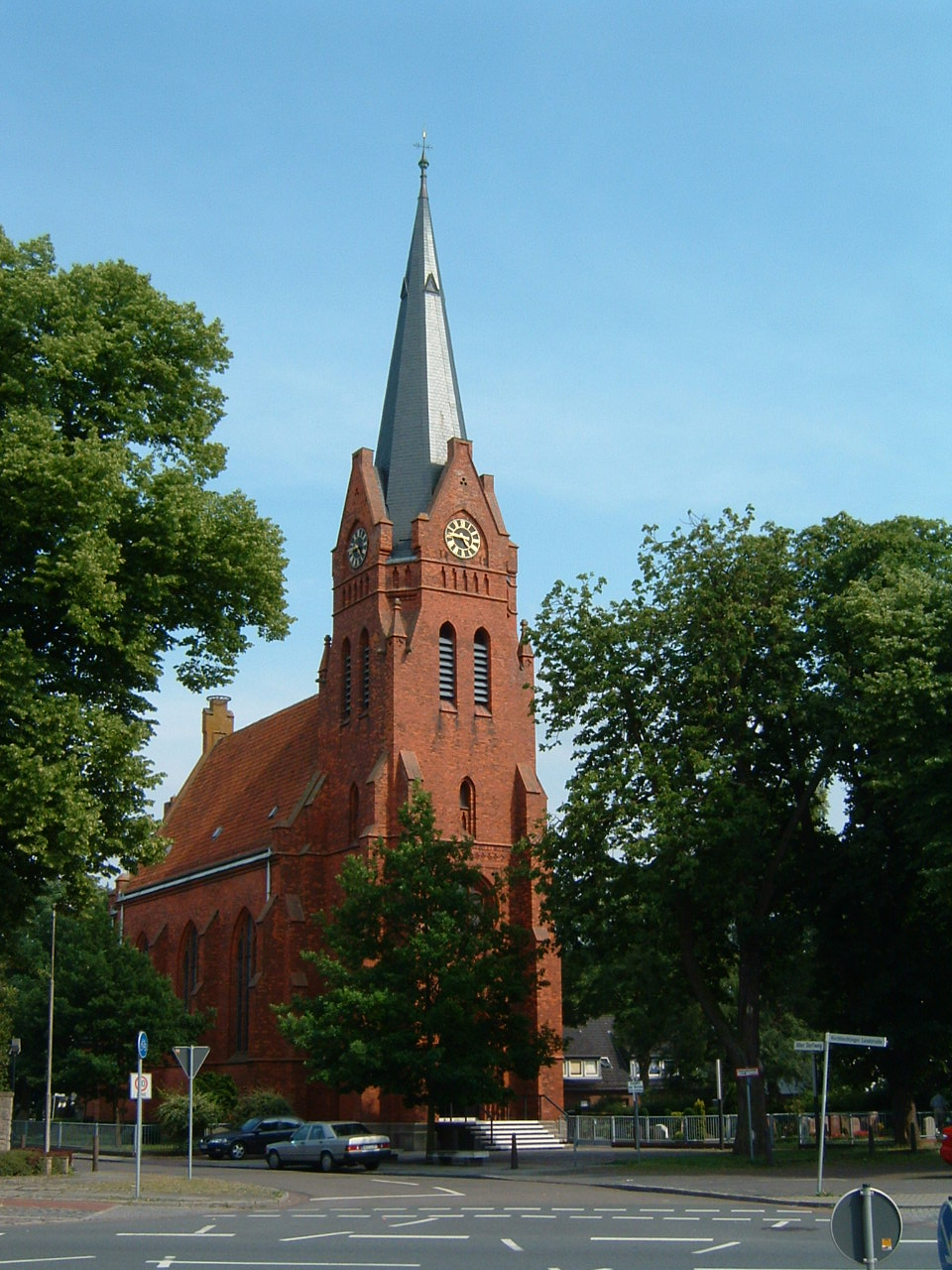
St.-Georgs-Kirche

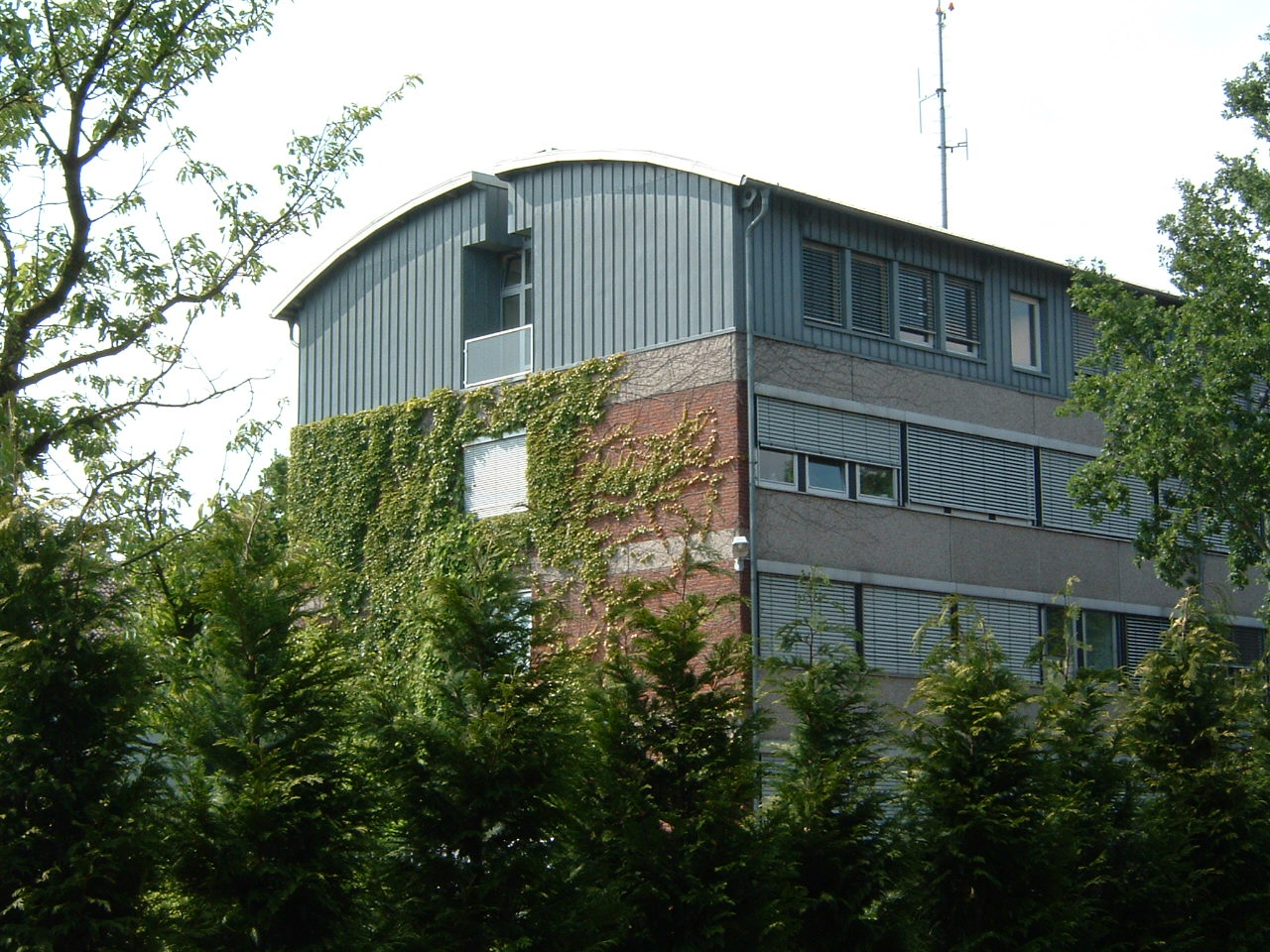
Huchting: Ortsamt u. Polizei

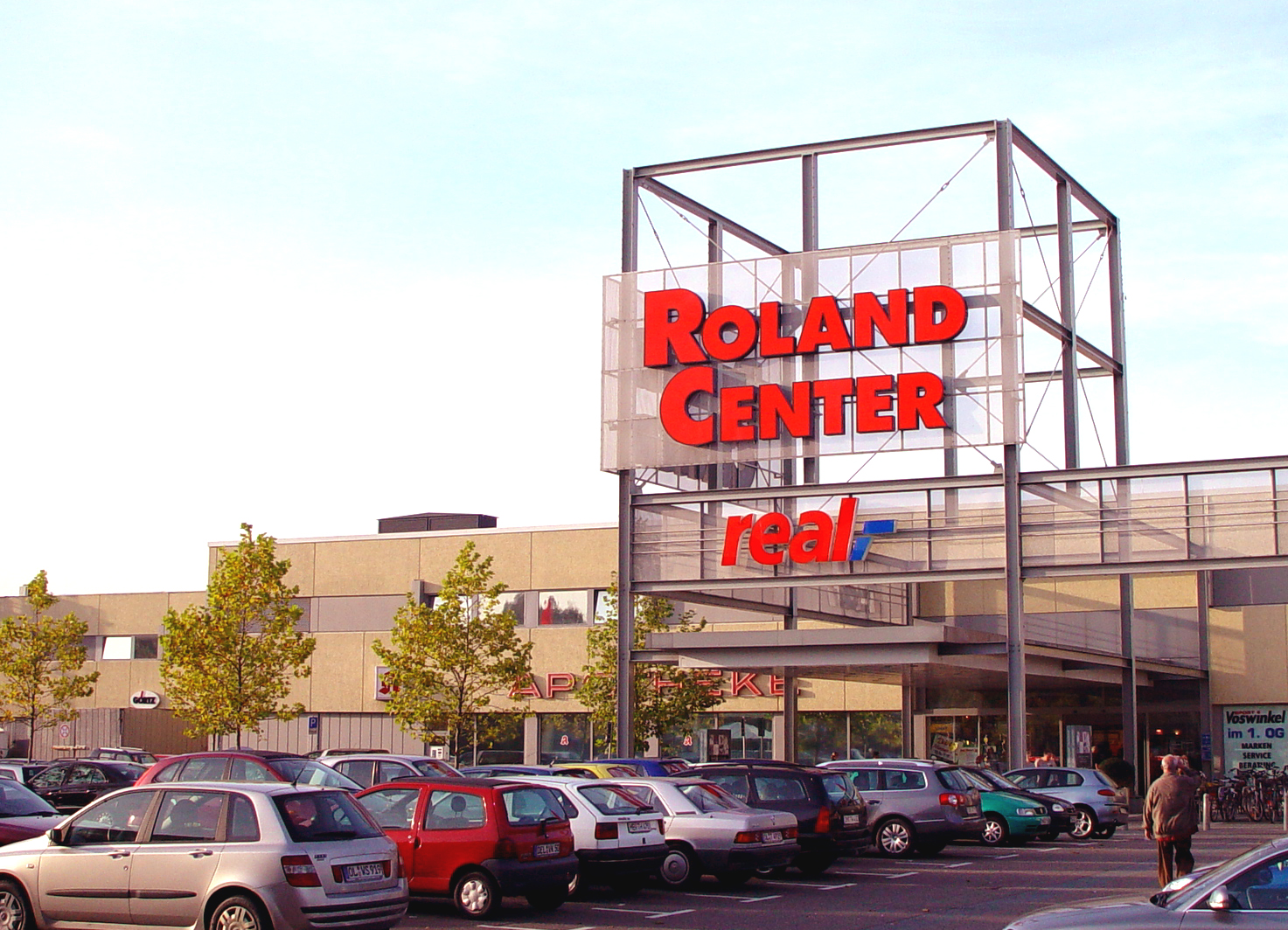
Roland-Center

Die Kirchhuchtinger Landstraße ist eine historische Straße in Nord-Süd-Richtung in Bremen im Stadtteil Huchting. Sie führt von der Huchtinger Heerstraße/Oldenburger Straße (B 75) bis nach Stuhr zur Stuhrer Landstraße bzw. Varreler Landstraße.
Sie bildet mit der Huchtinger Heerstraße und der Heinrich-Plett-Allee eine Ringstraße.
Die Querstraßen wurden u. a. An der Höhpost nach Porst = Heidekraut, Willakedamm nach Wilke = Weide, Hohenhorster Weg nach dem Hohen Horst, Kladdinger Straße nach einem Ort, Hermannsburg als Weg zur „Borg“ des Landunternehmers Hermann, Dovemoor = doves, taubes, unfruchtbares Moor, benannt; ansonsten siehe beim Link zu den Straßen.

## Geschichte

### Huchting und Kirchhuchting
Huchting (früher Huhtinge (1171), Huchtinge (1189) zu Huchtyghe (1259) und Huchthingehe (1362)) soll sich vermutlich auf einen hochgelegenen Thingplatz (Gerichtsplatz auf dem „Hohen Thing“) beziehen. Der Name Hucht-ing (-ing, -inghen, häufige althochdeutsche Endung für Heim, Heimstatt) könnte auch auf eine hochgelegene Siedlung der Chauken hindeuten, die hier ab 300–200 v. Chr. auf der im Vergleich mit der kilometerbreiten Flussmarsch zwischen Weser und Ochtum höhergelegenen und damit weitgehend hochwasserfreien Vorgeest siedelten.
Kirchhuchting (1288: Kerchhoytiggen) ist der Kern des Stadtteils Huchting mit der Kirche St. Georg. Die erste Kirche entstand an der Straße im 13. Jahrhundert um 1201 und ist urkundlich 1266 nachweisbar. Von 1877 bis 1879 musste auf Grund der wachsenden Einwohnerzahl eine neue, größere Kirche gebaut werden. Huchting war zu dieser Zeit noch ländlich geprägt.

### Die Straße
Schon im Mittelalter verband ein Weg die Dorfteile Mittelshuchting (Myddelshuchtinghe) und Kirchhuchting und er führte weiter nach Süden. Aus einer Karte der Huchtinger Dorfschaften von 1798 ist eine Wegeführung bis zur Dovemoorstraße und eine Bebauung nur rund um die Kirche erkennbar.
Die Straße erhielt im 19. Jahrhundert den Namen Kirchhuchtinger Heerstraße nach dem Dorf.
1910 wurde eine direkte Straße von der Neustadt nach Kirchhuchting gebaut, ausgehend von der Meterstraße (heute: Langemarckstraße) via Duckwitzstraße (heute: Oldenburger Straße/B 75) und durch Grolland.
Am alten Dorfplatz an der Kirchhuchtinger Heerstraße standen der Dorfkrug (1867 von Mahlstedt gebaut), zeitweise von 1912 bis 1933 war hier das Gemeindebüro und ab 1928 eine Filiale der Konsumgenossenschaft Vorwärts. Osmer’s Café von 1861 war Stammlokal des Turnvereins Huchting von 1904, später Turn- und Sportverein Huchting. Ab 1915 führten Bergmanns das Café Edelweiß, eine Arbeitergaststätte nahe am Dorfplatz, das ab 1926 Haus Niedersachsen hieß. 1935 richtete Osmers ein Lichtspieltheater in seiner Gastwirtschaft ein. 1934 entstand der Friedhof Huchting.
Im Zweiten Weltkrieg musste der Ortsteil keine Gebäudeverluste durch Bomben hinnehmen. 1954 wurde die Kirchhuchtinger Heerstraße in Kirchhuchtinger Landstraße umbenannt, der nördliche Teil wurde in die Huchtinger Heerstraße einbezogen. In den 1960er und 1970er Jahren wurden durch die Neue Heimat (heute GEWOBA) im südlichen Bereich ab Neuer Damm bis Heinrich-Plett-Allee viele dreigeschossige Wohnhäuser im sozialen Wohnungsbau erstellt. Die Straße wurde im südlichen Teil als Allee ausgebaut. Diese Wohnquartiere wurden 2015/17 durch viergeschossige Bauten verdichtet.
Im Bereich der Einmündung der Heinrich-Plett-Allee entstand ein kleineres Zentrum von verschiedenen Geschäften, Einkaufsmärkten und Gaststätten.

### Verkehr
Im Nahverkehr in Bremen verkehren auf dieser Straße die Buslinien 57 und 58 im Ringverkehr sowie 52 (Kattenturm) und 55 (Stuhr/Brinkum).
1972/73 wurde die Straßenbahn (damals Linie 6) von der Duckwitzstraße in der Neustadt durch den Park links der Weser nach Kirchhuchting verlängert. Die zentrale Umsteigehaltestelle aller Linien der Bremer Straßenbahn AG (BSAG) ist seitdem am Roland-Center, zugleich Endstation der Straßenbahnlinie 1 (Huchting – Am Brill – Hauptbahnhof – Osterholz – Bf Mahndorf) und Straßenbahnlinie 8 (Huchting – Domshof – Hauptbahnhof – Kulenkampffallee). Die Verlängerung der Linien 1 und 8 in Huchting ist seit den 1980er Jahren zwischen Beirat Huchting und den Bremer Bausenatoren strittig; ein Planfeststellungsverfahren wurde in den 2010er Jahren eingeleitet und ein starker Bürgerprotest mit Petition und Demonstrationen nicht beachtet.

Ab 2022 werden die Straßenbahnlinie 1 (Bf Mahndorf – Mittelshuchting) und 8 (Kulenkampffallee – Stuhr) der Straßenbahn Bremen als Verlängerung ab dem Roland-Center gebaut.
Regional ist am Roland-Center der Wendepunkt für die Delmenhorster Stadtbuslinien 201, 204 und 214 sowie der Regionalbuslinien 227 (Stuhr – Wildeshausen) und 113 (Stuhr – Heiligenrode).

## Gebäude
An der Straße befinden sich ein- zwei-, drei- sowie auch vier- und fünfgeschossige Gebäude, die zumeist Wohnhäuser sind und in den beiden zentralen Bereichen Geschäftshäuser.
Baudenkmale:
- Nr. 24: Neugotische Kirche St. Georg von 1877/1879 nach Plänen der Architekten Eduard Gildemeister und Henrich Deetjen.

Weitere erwähnenswerte Anlagen und Gebäude:
- Nr. 24: 2-gesch. Gemeindehaus der evangelischen St. Georgs-Gemeinde nach Plänen von Carsten Schröck von um 1970.
  - Im Hintergrund: 1/2-gesch. Kita St. Georg von 2016.
- Nr. 28: 2-gesch. Grundschule Kirchhuchting; teilweise Gebäude von um 1890
- bei 29–35, am Franz-Löbert-Platz 1: Ortsamt Huchting (1989 aufgestockt) mit dem Polizeirevier Huchting und der Filiale der Sparkasse Bremen
- Nr. 30: 2-gesch. Gebäude von 1867 bis um 2009 Gaststätte Dorfkrug, gegründet und lange Zeit geführt durch die Familie Mahlstedt.
  - Gegenüber dem Dorfkrug stand das 2-gesch. Bauernhaus als Osmer’s Café von 1882 mit dem großen Saal von 1897 in der ehem. Diele.
- Nr. 32: 1/2-gesch. Filiale der Bremischen Volksbank
- Nr. 41: 1-gesch. Gebäude, früher Viktoria-Lichtspiele von 1936 bis 1960er Jahre mit 196 bzw. 245 und 330 Plätzen, heute Bestattungshaus
- Nr. 53/55: Seit um 1770 bis um 1908 Schmiede und seit 1872 Wohnhaus zur Schmiede
- bei Nr. 67–79: Böses Park
- bei Nr. 66–80: Roland-Center des ECE Projektmanagement: Einkaufszentrum von 1972 mit über 100 Fachgeschäften und 30.000 m² Verkaufsflächen auf zwei Ebenen und in zwei separaten Gebäuden. Das RC ist Veranstaltungsort für Vereine und Institutionen der Region.
  - Im zweiten Obergeschoss befinden sich die Stadtteilbibliothek Huchting der Stadtbibliothek Bremen.
- Nr. 80: 4-gesch. Geschäfts- und Ärztehaus
- Nr. 104: 1-gesch. städtischer Kindergarten nach Plänen von Ludwig Almstadt aus den 1970er Jahren
- Nr. 208: Friedhof Huchting von 1934: 7,1 ha groß, mit Kapelle
- Nr. 213: 2-gesch. Bankfiliale der Sparkasse Bremen von nach 2000
- Nr. 212: 1-gesch. Wohn- und Geschäftshaus von 1905 mit Mittelrisalit; bis 1921 Eigentum der Dampfbäckerfamilie Karl Fischer, Umbauten als Bäckerei bis 1926
- Nr. 222: 1-gesch. Wohnhaus von 1911 mit Zwerchgiebel; um 1927/28 im Eigentum der Familie Möllenkamp
- Nr. 232: 1-gesch. Gaststätte von um 1900 von Johann Heinrich Meyer und ab 1929 von Heinrich Mahlstedt (der stille Heini), Anbauten später; heute Wohn- und Geschäftshaus mit Restaurant
- Die Kreuzung Kirchhuchtinger Landstraße/Moordeicher Landstraße und Stuhrer Landstraße/Varreler Landstraße wird auch Haferflockenkreuzung genannt, wegen des Nährmittel-, Schäl- und Spezialmühlenwerks auf Stuhrer Gebiet. Hier stand bis 1917 eine abgebrannte Windmühle.